# Pyhäselkä
Pyhäselkä è stato un comune finlandese di 7 671 abitanti, situato nella regione della Carelia Settentrionale. Il comune è stato soppresso nel 2009 ed è ora parte della città di Joensuu.